# São João dos Patos

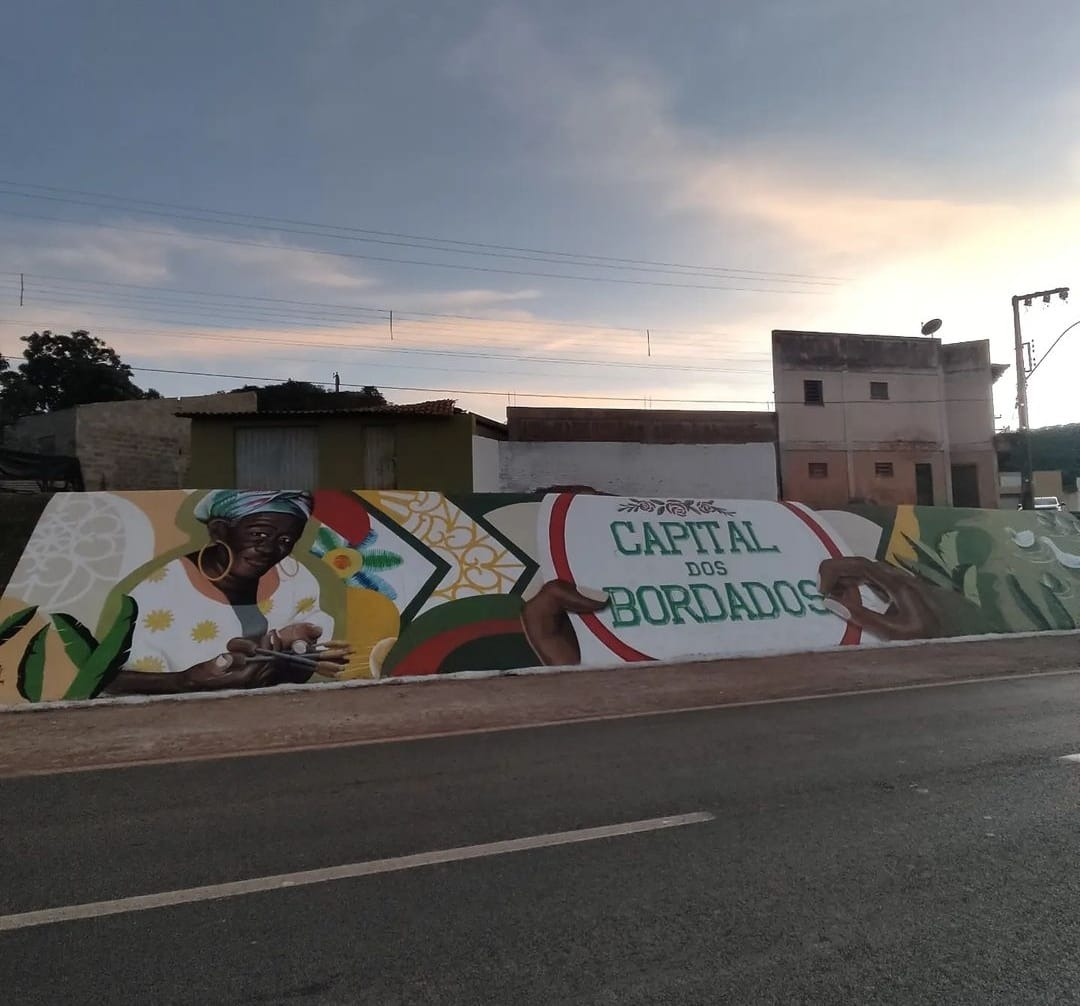
Arte em grafite na lateral da Av Presidente Médici

São João dos Patos é um município brasileiro do estado do Maranhão, com uma área de 1.483,255 km². Foi a primeira cidade maranhense a ter uma mulher no cargo de prefeita municipal, Joanna da Rocha Santos, a Dona Noca, nomeada em 1934 pelo delegado do governo federal no Maranhão. A cidade é intitulada de Namorada do Sertão e Capital do Médio Sertão Maranhense.

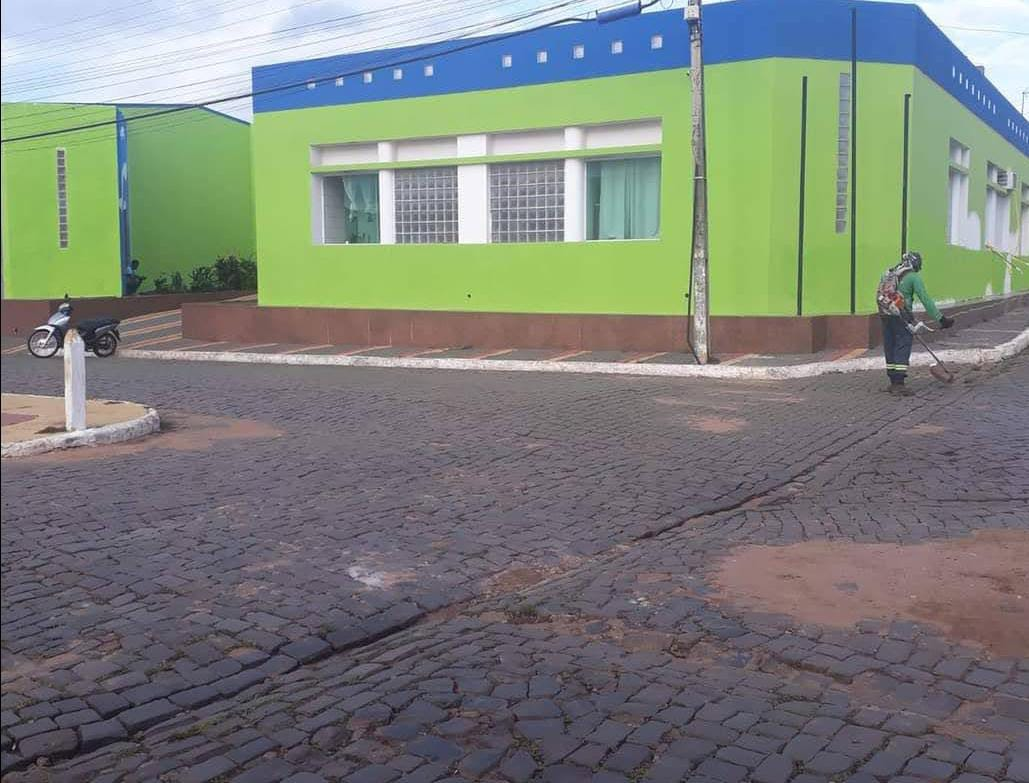
Sede da Prefeitura

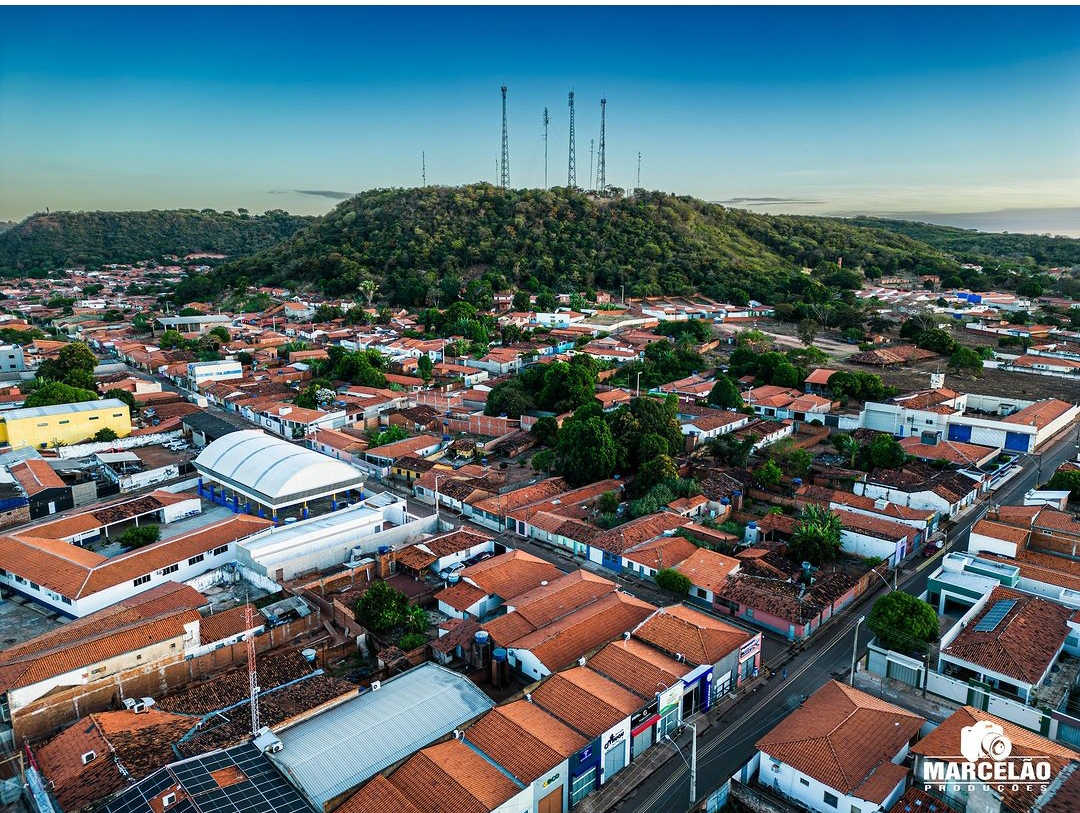
Centro de São João dos Patos

Ostenta também o título de Capital dos Bordados no Maranhão, pela qualidade das peças produzidas e por ser a confecção artesanal de bordados uma atividade predominante entre suas mulheres, uma prática hereditária que já faz parte da cultura local. A Lei Estadual 11.218 de 10 de março de 2020 conferiu oficialmente ao município o título de Capital Estadual dos Bordados.

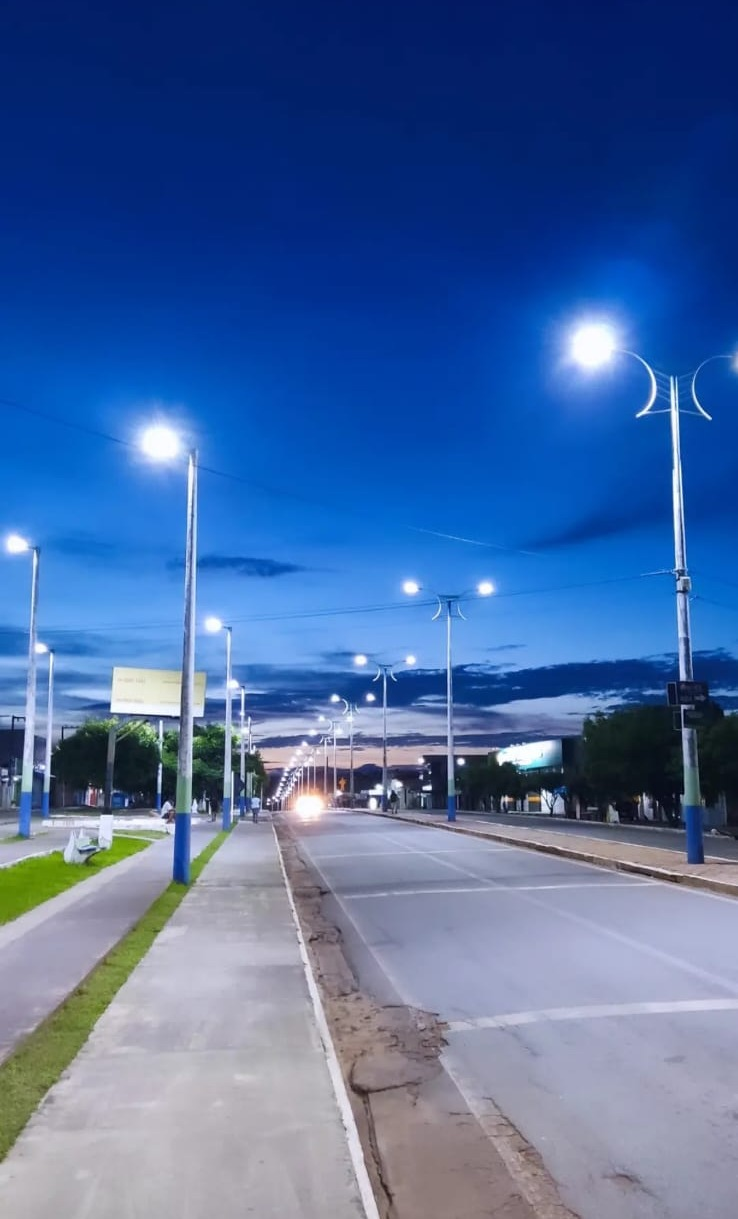
Avenida Presidente Médici (Trecho urbano da BR-230)

Por sua relevância socioeconômica, geográfica e política, ocupa a posição de centro de zona na rede urbana maranhense, exercendo influencia sobre diversas cidades da sua região. Na divisão político-administrativa do Estado do Maranhão (em 32 Regiões de Planejamento), a cidade é a sede da Região de Planejamento do Sertão Maranhense, composta por 9 municípios limítrofes. É também cidade-sede da Unidade Regional de Educação e da Unidade Regional de Saúde do Governo Estadual, que atendem a 15 municípios da região.

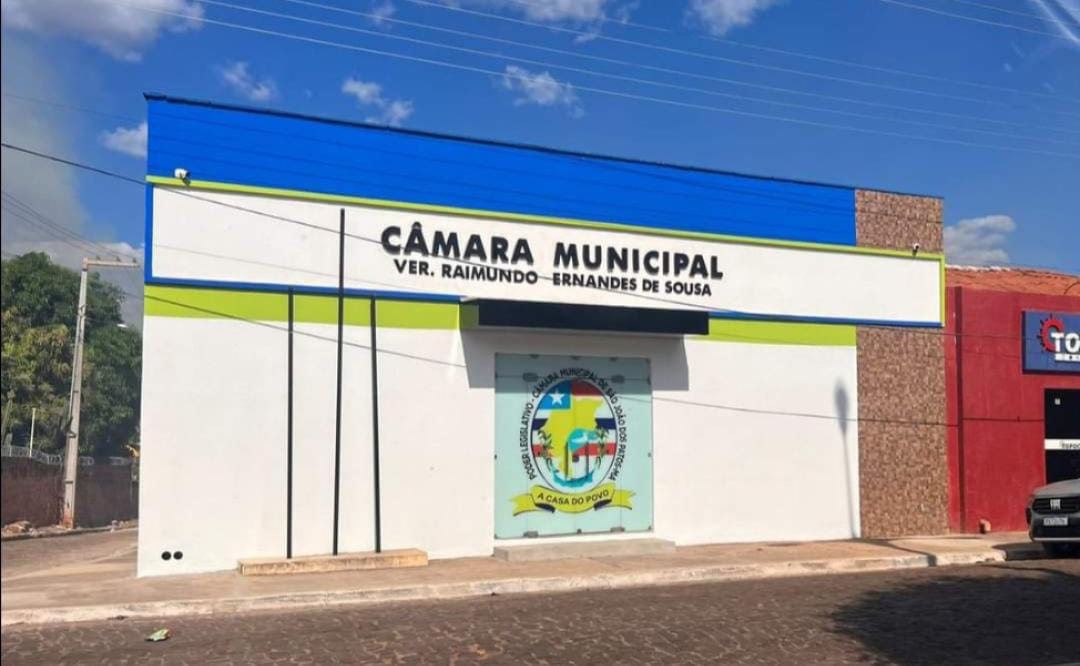
Câmara Municipal de Vereadores

Está entre os dois únicos municípios maranhenses que conquistaram a certificação Selo UNICEF Município Aprovado por seis vezes consecutivas, em todas as edições do projeto até então (2006, 2008, 2012, 2016, 2020 e 2024), um reconhecimento internacional pelo resultado dos seus esforços na melhoria da qualidade de vida de crianças e adolescentes.

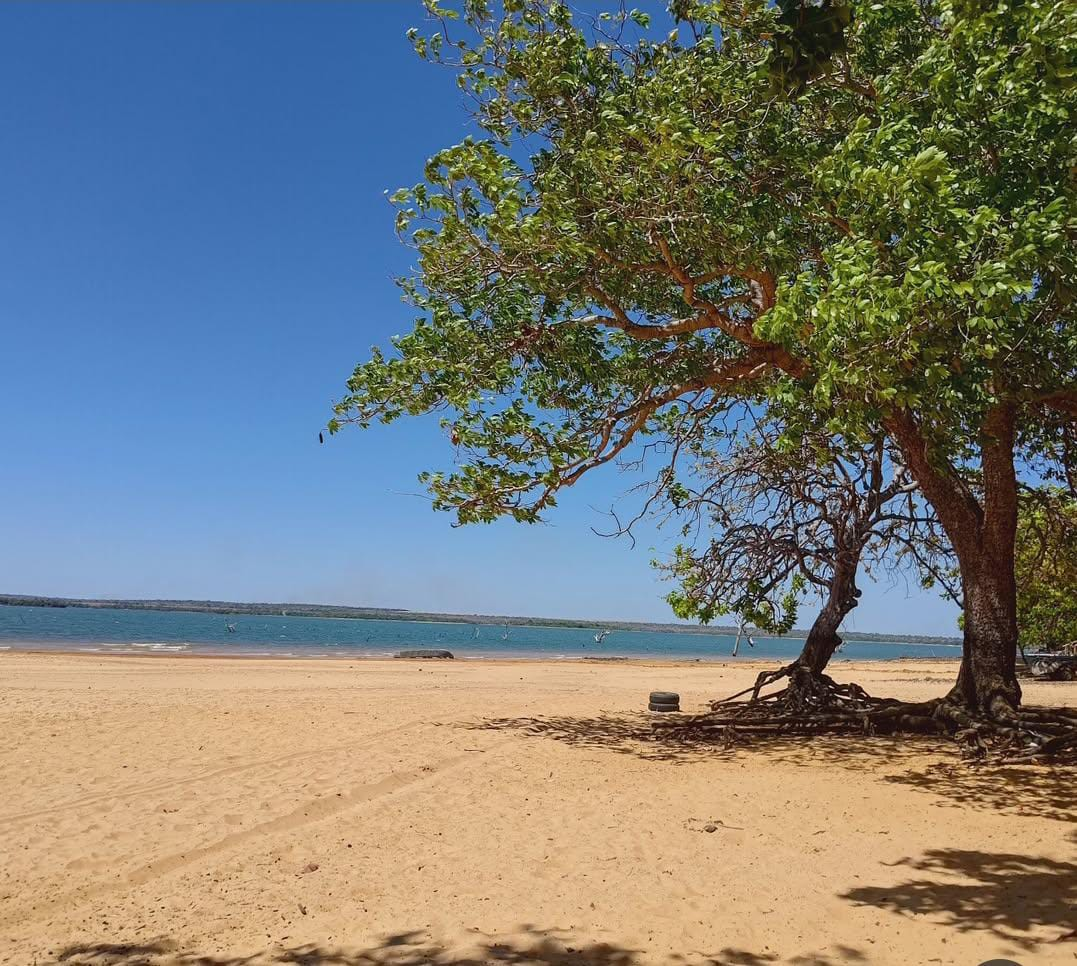
Balneário Pequi São João dos Patos MA

O município é interligado por duas rodovias federais. A BR-230 (Transamazônica) corta a cidade, passando pelo Centro e principais Bairros. A BR-135 reinicia-se no Povoado Dois Irmãos e segue em trecho sem pavimentação asfáltica até a barragem da Usina Hidrelétrica de Boa Esperança sob o Rio Parnaíba, limite entre São João dos Patos-MA e Guadalupe-PI.

## Etimologia

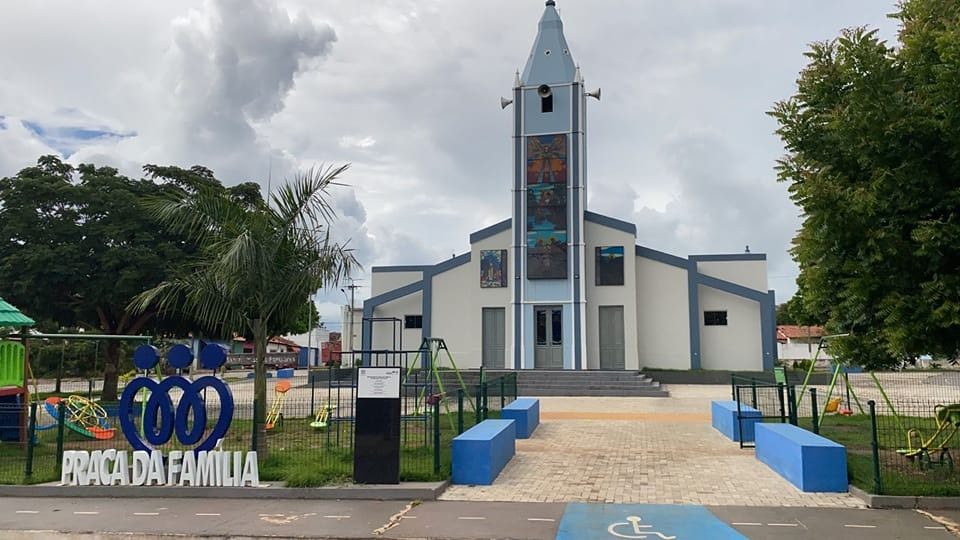
Praça da Matriz

O nome do município é a junção da denominação de duas lagoas presentes na sua sede, a Lagoa de São João e a Lagoa dos Patos. A Lagoa de São João recebeu esse nome por ter abrigado em suas águas a imagem de São João Batista, nos primeiros anos da localidade, para um processo de amaciamento da peça de madeira e posterior lapidação. A Lagoa dos Patos recebeu esse nome pela frequência com que os animais eram vistos em suas águas. De acordo com o IBGE, foi da Lagoa dos Patos que também derivou o primeiro nome da localidade, o então Povoado Lagoa dos Patos.

## História
Na segunda metade do século XIX, agricultores e pecuaristas vindos da localidade de Passagem Franca foram os povoadores pioneiros da região onde se formou a cidade de São João dos Patos, terras que na época eram território integrante do Município de Pastos Bons e receberam dos seus moradores a primeira denominação de Povoado Lagoa dos Patos. Em 1838 a localidade inicialmente denominada de Lagoa dos Patos passou a integrar o território do recém criado Município de Passagem Franca e já com o novo nome de São João dos Patos, assim identificada em virtude de existirem, no local onde está instalada, duas lagoas, a Lagoa de São João e a Lagoa dos Patos. Antes de receber seu nome atual, a localidade mudou de denominação algumas vezes. De Povoado Lagoa dos Patos passou a ser chamada de Lagoas e posteriormente de Lagoa de São João, nomes sempre relacionados às duas lagoas existentes na região de início do povoamento.
Em 23/05/1882 São João dos Patos foi elevada à categoria de Distrito pela Lei Provincial nº. 1.266, pertencendo ao território de Passagem Franca. Em 19/03/1892 seu território foi desmembrado de Passagem Franca pelo Decreto Estadual nº. 130 e adquiriu a categoria de Município de São João dos Patos com sede na Vila de São João dos Patos e distrito único de mesmo nome. Em 1911 o município já era dividido em três distritos: Sede, Povoado Jatobá e Povoado Sucupira.
Em 22/04/1931 o município de São João dos Patos é extinto e seu território anexado ao município de Barão de Grajaú por determinação do Decreto Estadual nº. 75, porém em 12/06/1931 é elevado novamente à categoria de município, com a mesma denominação, pelo Decreto Estadual nº. 121, data considerada como marco da emancipação política definitiva do município. Em 1933 o município era constituído por distrito único, sendo sua sede, permanecendo assim em registros datados de 1936, 1937, 1944, 1948, 1960 e 2005.
Em 02/03/1938 a sede do município foi elevada da categoria Vila para a categoria Cidade pelo Decreto Lei Federal n°. 311, mudança ratificada em 29/03/1938 pelo Decreto Lei Estadual n°. 45 e reafirmada em 16/12/1938 pelo Decreto Lei Estadual n°. 159, que fixou a divisão territorial do Estado do Maranhão. Diante disso, o ano de 1938 é tido como o marco inicial da existência formal da cidade.
Há um descompasso histórico pois o aniversário da cidade é comemorado em 12 de Junho (data de emancipação política definitiva do município) mas o seu ano de criação é tido como 1938 (ano de elevação da categoria da sede de vila para cidade) ao invés de ser 1931 (ano de emancipação política definitiva do município). Assim, na contagem da Prefeitura Municipal há uma diferença de 7 anos a menos na idade do município. O aniversário do município em 12 de Junho coincide com o Dia dos Namorados no Brasil, motivo da cidade ter o título de Namorada do Sertão.

## Geografia
O município de São João dos Patos, localizado a 540 km ao sul de São Luís, capital do estado do Maranhão, está situado no Planalto Maranhense, na Mesorregião do Leste Maranhense e na Microrregião das Chapadas do Alto Itapecuru. Sua área territorial abrange 1.483,25 quilômetros quadrados (km²) e faz divisa com o município de Passagem Franca ao norte, com a Represa da Boa Esperança ao sul, com Sucupira do Riachão e Barão de Grajaú a leste, e com Paraibano, Nova Iorque e Pastos Bons a oeste.
A região é caracterizada por um relevo acidentado, com chapadas, colinas e morros notáveis. Os principais acidentes geográficos são a Serra dos Dois Irmãos e o Rio Parnaíba, onde está localizada a Represa da Boa Esperança. As principais vias de transporte intermunicipais são as Rodovias BR-135 e BR-230, além da MA-034. A BR-230 (Transamazônica) corta a cidade, passando pelo Centro e principais Bairros. A BR-135 reinicia-se no Povoado Dois Irmãos e segue em trecho sem pavimentação asfáltica até a barragem da Usina Hidrelétrica de Boa Esperança sob o Rio Parnaíba, limite entre São João dos Patos-MA e Guadalupe-PI. A MA-034 é uma rodovia estadual que liga São João dos Patos-MA até Tutóia-MA no litoral maranhense, passando por Caixas-MA. Esta rodovia teve seu trecho de 40 km até Passagem Franca-MA asfaltado, obra do Governo do Estado executada pelo 2º Batalhão de Engenharia e Construção do Exército Brasileiro e inaugurada em 2021.
Os solos predominantes no território são os latossolos amarelos e os solos litólicos, com altitudes que chegam a 460 metros. As bacias hidrográficas que abastecem o município pertencem aos rios Parnaíba e Itapecuru, e a vegetação característica é o cerrado, composto por árvores de troncos grossos e retorcidos. O clima é tropical com inverno seco (AW), com um período chuvoso que vai de dezembro a maio, registrando precipitações entre 38,2 mm e 221,9 mm, e um período de estiagem de junho a novembro, com pluviosidade variando entre 1,7 mm e 97,6 mm.
A sede municipal está a 328 metros de altitude e sua posição geográfica é determinada pelo paralelo de 6°29’ de latitude sul e pelo meridiano de 43°42’ de longitude oeste.

## Demografia
De acordo com os dados do Censo 2022 do IBGE, a população de São João dos Patos-MA é de 25.020 habitantes, sendo que 51,60% desse total é do sexo feminino (12.910 habitantes), enquanto 48,40% é do sexo masculino (12.110 habitantes). O índice de razão de sexo é de 93,80 homens para cada 100 mulheres. Essa distribuição reflete um padrão comum em muitos municípios brasileiros, onde o número de homens é ligeiramente menor do que o número de mulheres, padrão também observado na população do Maranhão (96,58 homens para cada 100 mulheres) e do Brasil (94,25 homens para cada 100 mulheres).
A densidade demográfica patoense é de 16,87 habitantes por quilômetro quadrado (hab./km2), considerada a área total do território do município, que é de 1.483,25 quilômetros quadrados (km2). Essa densidade demográfica é a 2ª maior entre os 11 municípios da região e a 129ª no ranking dos 217 municípios maranhenses. A densidade demográfica do Maranhão é de 20,56 habitantes por quilômetro quadrado e do Brasil é de 23,86 habitantes por quilômetro quadrado.
Em relação à faixa etária, a população de São João dos Patos apresenta uma pirâmide etária com uma significativa proporção de crianças e jovens. São 22,39% dos habitantes na faixa etária de 0 a 14 anos (5.601 habitantes). Já a faixa etária de 15 a 59 anos representa 61,63% (15.420 habitantes), enquanto os idosos, com 60 anos ou mais, correspondem a 15,98% da população (3.999 habitantes). Em análise comparativa da faixa etária que inclui a População Economicamente Ativa, São João dos Patos tem o menor percentual populacional de 15 a 59 anos (61,63%) em comparação com o Maranhão (63,59%) e o Brasil (64,43%).
Quanto à composição racial e de cor, os dados do Censo 2022 do IBGE mostram que a população de São João dos Patos é majoritariamente parda, representando 57,18% do total, assim como é maioria no Maranhão (66,39%) e no Brasil (45,34%). A população patoense que se declara branca representa 28,39% do total, enquanto 14,18% se declara preta. O percentual populacional que se declara preta no município é maior do que no Maranhão (12,61%) e no Brasil (10,17%).

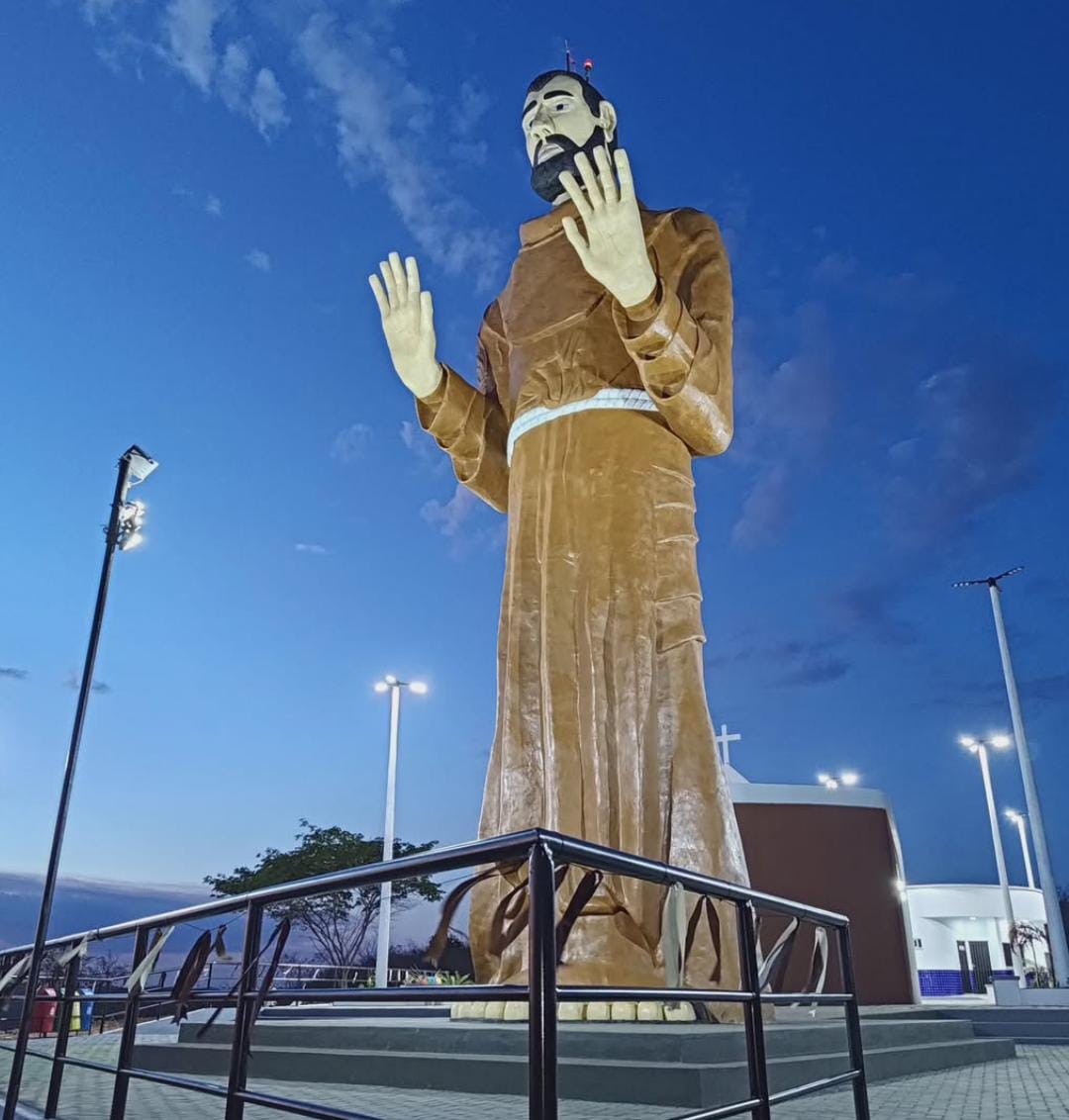
Estátua de São Francisco

Em relação à religião, segundo o Censo 2010 do IBGE a absoluta maioria da população de São João dos Patos professa a religião Cristã, com o percentual de 90,10%. Outras religiões ou identificações religiosas somam 1,00% e as pessoas sem religião somam 8,90%. Dos cristãos patoenses, 91,38% são católicos e 8,62% são evangélicos.

## Economia
São João dos Patos dobrou o seu Produto Interno Bruto (PIB) na última década, entre 2012 e 2021, conforme dados do IBGE. Em 2021 esse indicador foi de R$ 341.012.000,00 (trezentos e quarenta e um milhões e doze mil reais), a preços correntes. O principal motor econômico do município é o setor de Serviços, com participação média de 45,81% no PIB dos últimos 20 anos, sempre ocupando a maior participação em todos esses anos, não incluindo-se aí o setor Público. A menor participação do setor de Serviços no PIB municipal ocorreu no ano de 2021, quando representou 40,23%, o que pode ser explicado pelas restrições no funcionamento do comércio em função da Covid-19 e pela crescente participação do setor Agropecuário no PIB local. A maior participação do setor de Serviços no PIB municipal ocorreu no ano de 2009, quando representou um pouco mais que a metade do montante total, 50,54% do PIB daquele ano. O forte comercio local exerce influência em toda região, o que determina em grande medida a robustez do seu setor econômico de Serviços.
| Produto Interno Bruto a preços correntes (Em Milhões de Reais)                                            | Produto Interno Bruto a preços correntes (Em Milhões de Reais) | Produto Interno Bruto a preços correntes (Em Milhões de Reais) | Produto Interno Bruto a preços correntes (Em Milhões de Reais) | Produto Interno Bruto a preços correntes (Em Milhões de Reais) | Produto Interno Bruto a preços correntes (Em Milhões de Reais) | Produto Interno Bruto a preços correntes (Em Milhões de Reais) | Produto Interno Bruto a preços correntes (Em Milhões de Reais) | Produto Interno Bruto a preços correntes (Em Milhões de Reais) | Produto Interno Bruto a preços correntes (Em Milhões de Reais) | Produto Interno Bruto a preços correntes (Em Milhões de Reais) |
| | 2012                                                           | 2013                                                           | 2014                                                           | 2015                                                           | 2016                                                           | 2017                                                           | 2018                                                           | 2019                                                           | 2020                                                           | 2021                                                           |
| --- | -------------------------------------------------------------- | -------------------------------------------------------------- | -------------------------------------------------------------- | -------------------------------------------------------------- | -------------------------------------------------------------- | -------------------------------------------------------------- | -------------------------------------------------------------- | -------------------------------------------------------------- | -------------------------------------------------------------- | -------------------------------------------------------------- |
| PIB Total                                                                                                 | 149.951                                                        | 176.905                                                        | 229.986                                                        | 222.105                                                        | 256.199                                                        | 263.222                                                        | 266.607                                                        | 273.242                                                        | 300.005                                                        | 341.012                                                        |
| Serviços                                                                                                  | 69.967                                                         | 78.389                                                         | 98.226                                                         | 101.220                                                        | 120.100                                                        | 118.756                                                        | 121.965                                                        | 122.530                                                        | 124.234                                                        | 137.180                                                        |
| Governo                                                                                                   | 47.491                                                         | 52.895                                                         | 58.997                                                         | 65.709                                                         | 69.148                                                         | 75.280                                                         | 82.552                                                         | 88.102                                                         | 95.701                                                         | 100.744                                                        |
| Agropecuária                                                                                              | 7.883                                                          | 11.541                                                         | 15.342                                                         | 16.909                                                         | 15.243                                                         | 27.458                                                         | 20.473                                                         | 20.332                                                         | 36.521                                                         | 52.576                                                         |
| Indústria                                                                                                 | 14.284                                                         | 21.796                                                         | 42.749                                                         | 22.470                                                         | 34.286                                                         | 23.056                                                         | 22.033                                                         | 20.082                                                         | 21.494                                                         | 22.325                                                         |
| Impostos                                                                                                  | 10.325                                                         | 12.284                                                         | 14.671                                                         | 15.798                                                         | 17.420                                                         | 18.672                                                         | 19.584                                                         | 22.196                                                         | 22.055                                                         | 28.186                                                         |
| Fonte: Instituto Brasileiro de Geografia e Estatística (IBGE). Portal IBGE Cidades São João dos Patos-MA. |                                                                |                                                                |                                                                |                                                                |                                                                |                                                                |                                                                |                                                                |                                                                |                                                                |

Em segundo lugar na participação do PIB municipal está o setor Público, em todos os últimos 20 anos, com participação média de 29,28%, menor participação em 2014 com 25,65% do PIB daquele ano, e maior participação em 2010 e 2019, ambos com 32,24% de participação do setor no PIB anual. Nos últimos 3 anos da pesquisa IBGE, observa-se uma redução progressiva da participação do setor Público e setor de Serviços no PIB municipal e o aumento progressivo da participação do setor Agropecuário. Além de demonstrar uma tendência de aumento no volume de produção agropecuária, isso indica também uma tendência de redução da dependência do mercado local para com os gastos públicos, ou seja, investimentos públicos, folha salarial do funcionalismo público e previdência municipal.
Em terceiro lugar na participação do PIB municipal está o setor da Agropecuária, nos último 3 anos divulgados pelo IBGE, com um aumento progressivo ano a ano, contribuindo com 7,44%, 12,17% e 15,42% do PIB, respectivamente, em 2019, 2020 e 2021, dobrando sua participação nesse período. Esse movimento pode ser explicado pela chegada e expansão de grandes fazendas de monocultura de soja, arroz e milho no município, especialmente por investidores vindos da região Sul do Maranhão. Analisando os últimos 20 anos, este setor alterna-se na terceira colocação com o setor da Indústria. Em média, o setor Agropecuário teve participação de 8,98% do PIB nos últimos 20 anos, contra 9,01% de participação do setor Industrial nesse mesmo período. A maior participação do setor Agropecuário no PIB local ocorreu em 2003, com 15,84%. A menor participação ocorreu em 2012, com 5,26% do PIB daquele ano.
Em quarto lugar na participação do PIB municipal está o setor da Indústria, nos últimos 3 anos divulgados pelo IBGE, com redução gradual ano a ano desde 2016, quando teve participação de 13,38% do PIB daquele ano, caindo para 8,76%, 8,26%, 7,35%, 7,16%, 6,55%, respectivamente, nos anos seguintes. Como já dito anteriormente, a participação média do setor Industrial nos últimos 20 anos foi de 9,01%.

## Política
O Poder Executivo Municipal é exercido pelo Prefeito Municipal, auxiliado por Secretários Municipais. Sua sede é denominada de “Palácio Municipal” e está localizada na Avenida Getúlio Vargas, no Centro da cidade. A estrutura administrativa da Prefeitura Municipal é composta por 13 (treze) Secretarias e 4 (quatro) Órgãos: Secretaria de Administração; Secretaria de Fazenda; Secretaria de Obras; Secretaria de Desporto e Lazer; Secretaria de Cultura e Juventude; Secretaria de Saúde; Secretaria de Educação; Secretaria de Assistência Social; Secretaria de Meio Ambiente; Secretaria da Pessoa com Deficiência; Secretaria da Mulher; Secretaria de Agricultura; Secretaria de Trânsito e Transporte; Procuradoria Geral; Controladoria Geral; Gabinete do Prefeito, e; Gabinete do Vice-Prefeito.
No atual regime constitucional brasileiro, exerceram o cargo de Prefeito Municipal e Vice-Prefeito de São João dos Patos os seguintes líderes políticos eleitos pelo voto popular direto e secreto:
| Ordem                                                                                        | Mandato   | Prefeito(a)                            | Vice-Prefeito(a)                    |
| -------------------------------------------------------------------------------------------- | --------- | -------------------------------------- | ----------------------------------- |
| 01                                                                                           | 1989-1992 | Nilson Nolêto de Sá                    | Raimundo Ribeiro Azevedo            |
| 02                                                                                           | 1993-1996 | Eduardo Coêlho Mendes                  | Rilda Lúcia Gomes de Souza Oliveira |
| 03                                                                                           | 1997-2000 | Celso Antônio da Rocha Santos Sobrinho | Belchior Gomes Bandeira de Melo     |
| 04                                                                                           | 2001-2004 | Celso Antônio da Rocha Santos Sobrinho | Elizamar Lima Sá                    |
| 05                                                                                           | 2005-2008 | José Mário Alves de Sousa              | Heron Almeida Medeiros              |
| 06                                                                                           | 2009-2012 | José Mário Alves de Sousa              | Aricelli Maria Lopes de Sá          |
| 07                                                                                           | 2013-2016 | Waldênio da Silva Souza                | Elizamar Lima Sá                    |
| 08                                                                                           | 2017-2020 | Gilvana Evangelista de Souza           | Rilda Lúcia Gomes de Souza Oliveira |
| 09                                                                                           | 2021-2024 | Alexandre Magno Pereira Gomes          | Márcio José de Oliveira Lima        |
| Fonte: Tribunal Superior Eleitoral (TSE) e Tribunal Regional Eleitoral do Maranhão (TRE-MA). |           |                                        |                                     |

O Poder Legislativo Municipal é exercido pela Câmara Municipal, composta por 11 (onze) vereadores, representantes da comunidade, eleitos pelo sistema proporcional em todo território municipal, pelo voto direto e secreto, dos cidadãos no exercício dos direitos políticos. Sua sede é denominada de “Palácio Vereador Raimundo Fernandes de Sousa” e conta com o “Complexo Administrativo Vereador João Evangelista Carvalho de Sousa” e o “Plenário Vereador Vicente de Paula Ribeiro Barros”, situados na Avenida Getúlio Vargas, no Centro da cidade.
O Poder Judiciário Estadual está presente no município por meio do Fórum da Comarca de São João dos Patos, de entrância inicial, vara única, criada pela Lei Estadual 2.542/1964, com jurisdição em São João dos Patos e Sucupira do Riachão. O Fórum está localizado na Rua Marechal Hermes da Fonseca, Bairro São Raimundo.
O Poder Judiciário Federal está presente no município por meio da Vara do Trabalho de São João dos Patos, criada pela Lei Federal 10.770/2003, com jurisdição sobre os municípios de Barão de Grajaú, Benedito Leite, Buriti Bravo, Colinas, Lagoa do Mato, Mirador, Nova Iorque, Paraibano, Passagem Franca, Pastos Bons, São Domingos do Azeitão, São Francisco do Maranhão, São João dos Patos, Sucupira do Norte e Sucupira do Riachão. Localiza-se na Avenida Presidente Médici, no Centro da cidade.

O Ministério Público Estadual sedia no município a Promotoria de Justiça de São João dos Patos, com jurisdição também sobre o município vizinho de Sucupira do Riachão. A Defensoria Pública Estadual mantém Núcleo Regional sediado também no município, bem como a Ordem dos Advogados do Brasil, Seção Maranhão, com a Subseção São João dos Patos.
O município também conta com a Delegacia Regional de Polícia Civil e o 35º Batalhão de Polícia Militar (antiga 6ª Companhia Independente de Polícia Militar). Outros órgãos e estabelecimentos públicos estaduais e federais presentes no município são: Unidade Regional de Saúde; Unidade Regional de Educação; Agência Estadual de Pesquisa Agropecuária e Extensão Rural do Maranhão (AGERP). Restaurante Popular; Viva PROCON; Instituto Federal de Educação (IFMA); Unidade de Pronto Atendimento (UPA24H); Campus da Universidade Estadual do Maranhão (UEMA); Coordenadoria da Companhia de Saneamento Ambiental do Maranhão (CAEMA); 15ª Circunscrição Regional de Trânsito (CIRETRAN), e; Unidade Prisional de Ressocialização.
O município era sede da Gerência Regional São João dos Patos da CAEMA (Companhia de Saneamento Ambiental do Maranhão) até 2023 mas esta foi extinta para a criação da Gerência Regional de Colinas, em decisão registrada na Ata 458ª de 21/07/2023 do Conselho de Administração da CAEMA. A estrutura extinta de São João dos Patos foi transformada em Coordenadoria Especial subordinada a nova Gerência Regional de Colinas, cidade natal do Governador do Estado, Carlos Brandão. A CAEMA é vinculada ao Governo do Estado do Maranhão.
A relevância política do município na região é fruto de sua história, economia e geografia, conferindo-lhe o título de Capital do Médio Sertão Maranhense. Está entre os dois únicos municípios maranhenses que conquistaram a certificação Selo UNICEF Município Aprovado por seis vezes consecutivas (São João dos Patos-MA e Coêlho Neto-MA), em todas as edições do projeto no Estado até então (2006, 2008, 2012, 2016, 2020 e 2024), um reconhecimento internacional pelo resultado dos seus esforços na melhoria da qualidade de vida de crianças e adolescentes.

### Prefeitos

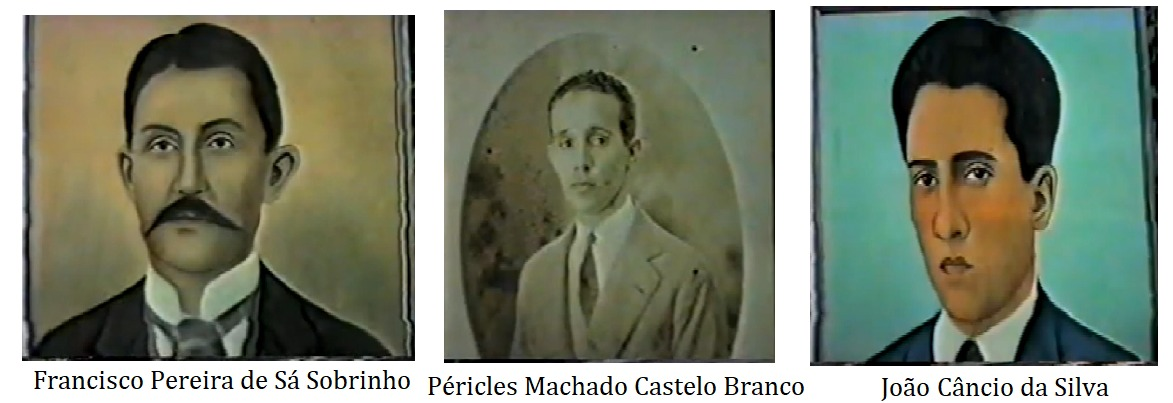
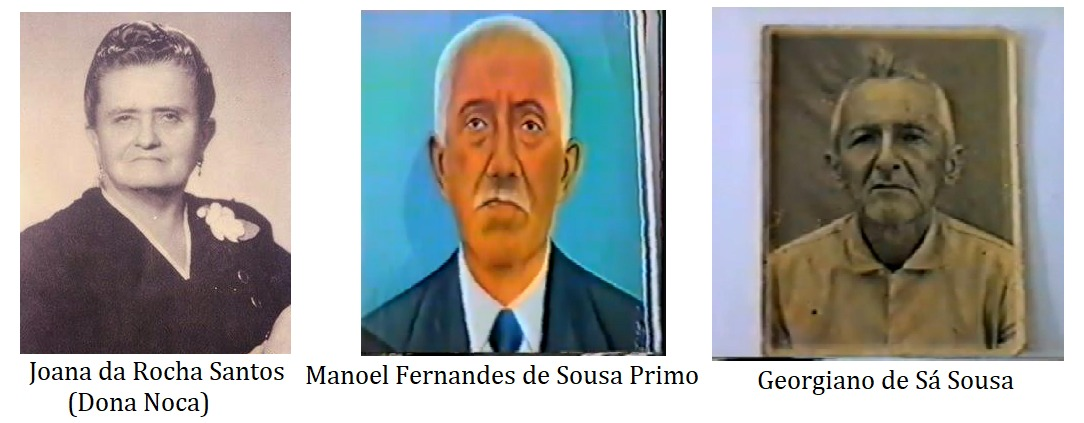
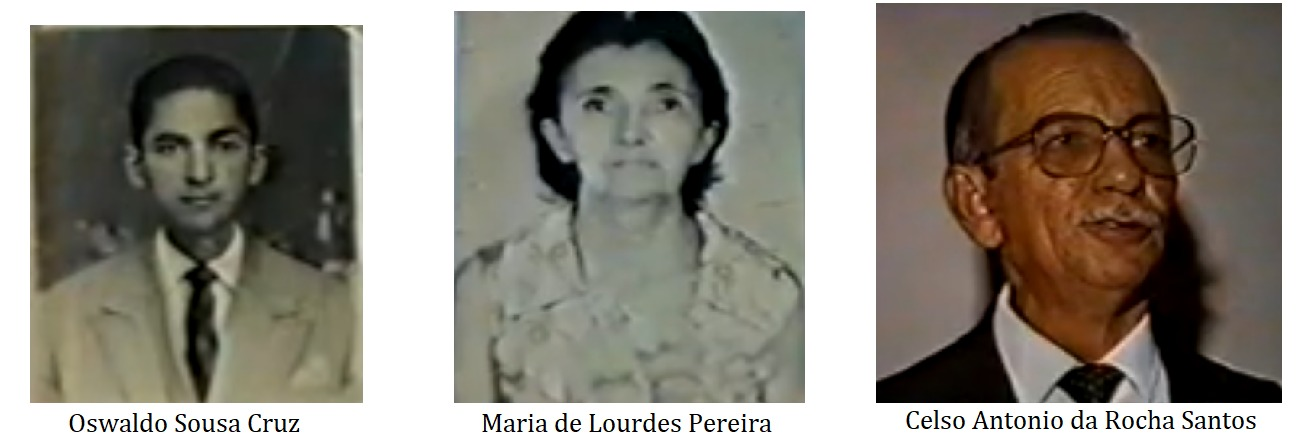
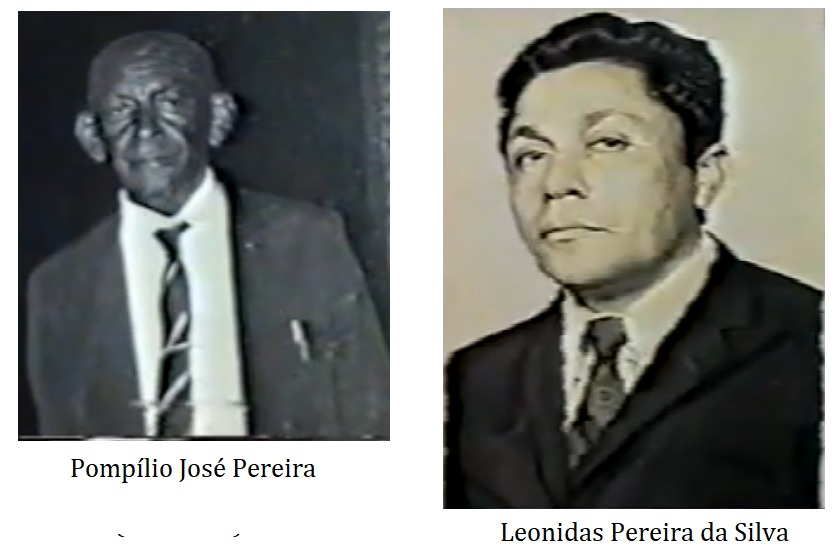
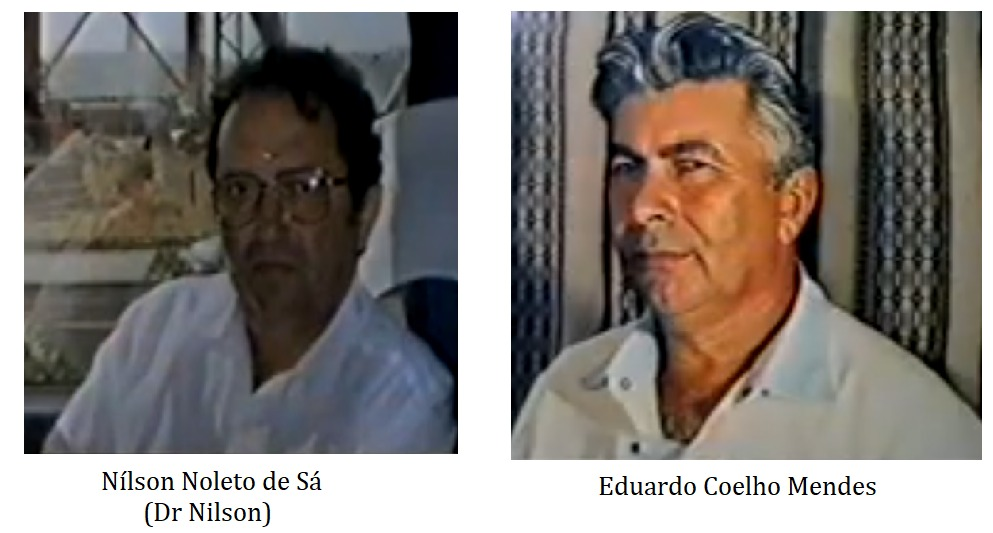
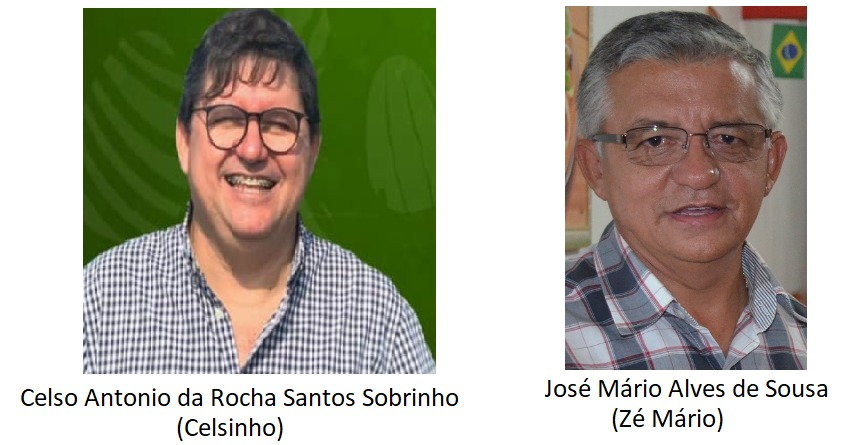
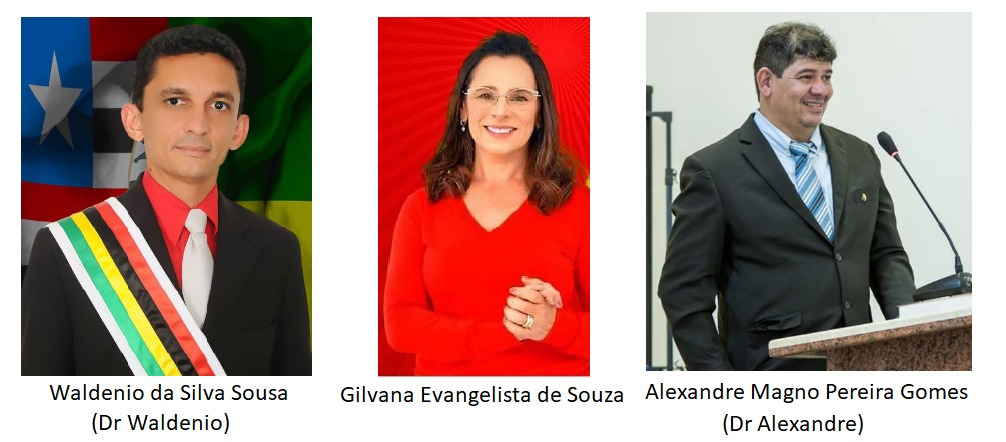

## Cultura

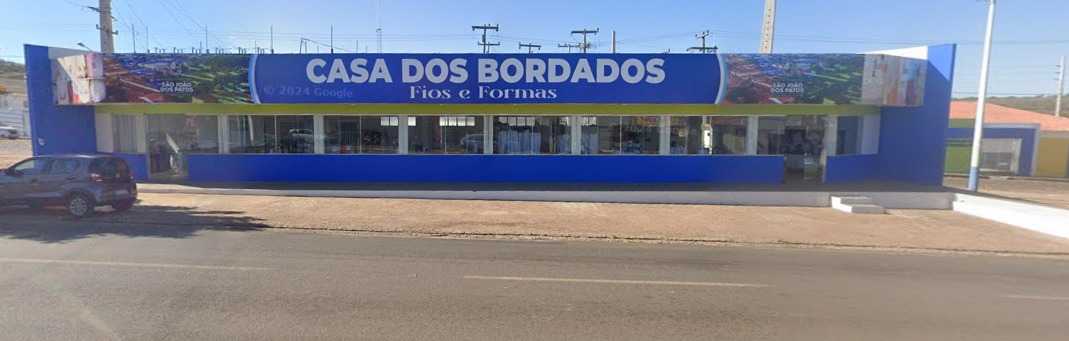
Casa dos Bordados

O bordado patoense é o patrimônio cultural de maior relevância do município. A confecção artesanal de bordados é uma atividade difundida entre as mulheres patoenses, transmitida de geração em geração e de grande importância para a economia local. Para algumas, é uma fonte de renda essencial para a subsistência; para outras, uma atividade comercial próspera; e para muitas, uma distração satisfatória. Foi na primeira metade do século XX que a prática se difundiu no município, quando a economia local se destacava como uma das maiores produtoras de algodão do Maranhão. 
A qualidade das peças produzidas obtém atenção no cenário estadual e nacional. A influenciadora maranhense Thaynara OG participou do Baile 2023 da renomada Revista Vogue usando um vestido com bordado de artesãs patoenses, como forma de propagar a cultura maranhense.
A Lei Estadual 11.218, de 10 de março de 2020, conferiu oficialmente ao município o título de Capital Estadual dos Bordados. A cadeia produtiva do bordado no município é fomentada por organizações não-governamentais, como a Associação de Mulheres Agulhas Criativas e a Associação Fios e Formas, e organizações governamentais, como a Prefeitura Municipal. As peças são comercializadas de forma independente pelas artesãs e também em estabelecimentos comerciais como a Casa dos Bordados, localizada na Avenida Presidente Médici (BR-230), e o Centro de Artesanato Dona Sula, localizado no Parque da Bandeira, Rua 15 de Novembro, Centro da cidade. As técnicas de bordado utilizadas pelas artesã locais são principalmente o bordado ponto cruz à mão e o bordado rechilieu à máquina de costurar, muitas vezes acompanhadas por crochê. A técnica de bordado à birro ou bilro é cada vez menos utilizada e prevalece entre as artesã de maior idade.

## Cidadãos ilustres
- Dona Noca - Política[6]
- Tom Cleber - Cantor[63]